# Допант
Допант – модифицирующая добавка, повышающая удельную электрическую проводимость или оптические свойства  материала. Добавляется в очень малых концентрациях. При добавлении в кристаллические вещества, атомы допанта часто замещают элементы кристаллической решётки. Чаще всего это применяется в полупроводниках, для использования в твердотельной электронике или в прозрачных кристаллах, используемых для производства различных типов лазеров. Тем не менее, допант можно добавлять и в некристаллические вещества, такие как стекло, чтобы сделать его пригодным для использования в лазерах.

## Ссылка
- What is a Dopant? (англ.) (2012). Дата обращения: 27 ноября 2012. Архивировано 10 декабря 2012 года.
- https://www.allthescience.org/what-is-a-dopant.htm